# Mariahilf
Mariahilf ([ˌmaʀiaˈhɪlf]ⓘ) is het 6e district van de Oostenrijkse hoofdstad Wenen, dat vooral bekend is door de lange winkelstraat de Mariahilferstrasse die de noordgrens van het district vormt. In het oosten grenst het district aan de binnenstad, in het zuiden aan de Wien en in het westen aan de Gürtel. Het is 1,48 km2 groot en telde begin 2008 29.590 inwoners. In de Barnabitengasse bevindt zich de Kerk van Mariahilf.
Van 2002 tot 2006 liep in de wijk een proefproject onder leiding van Eva Kail, om de openbare ruimte vrouwvriendelijker te maken. 